# Tapejaroidea
De Tapejaroidea zijn een groep van uitgestorven pterosauriërs behorend tot de Pterodactyloidea.
In 1996 benoemde paleontoloog Alexander Kellner een klade, monofyletische afstammingsgroep Tapejaroidea voor de combinatie van de Tapejaridae, Dsungaripteridae en Azhdarchidae, nadat hij al in 1993 het vermoeden had uitgesproken dat deze drie groepen nauw verwant waren. In 2003 definieerde hij deze klade als: de groep bestaande uit de laatste gemeenschappelijke voorouder van Dsungaripterus, Tapejara, Quetzalcoatlus, en al zijn afstammelingen. Als synapomorfieën, gedeelde nieuwe kenmerken, gaf hij: een lage en lange kam op de voorhoofdsbeenderen; het os supraoccipitale steekt naar achteren uit en vormt aan het achterhoofd de basis van de kam; de processus paroccipitales, uitsteeksels op het achterhoofd, hebben een verbreed uiteinde; de aanhechtingkam op de schacht van het opperarmbeen is massief gevormd met een goed ontwikkelde rand in de richting van de schouder.
Mocht Kellners analyse onjuist zijn en de Dsungaripteridae zijn niet nauw aan de andere groepen verwant, zoals David Unwins analyse suggereert, dan verliest het begrip Tapejaroidea alle waarde omdat het samen zou vallen met al gedefinieerde hogere kladen, zoals Unwins Lophocratia of Ornithocheiroidea sensu Kellner. Een analyse van Brian Andres uit 2008 echter bevestigde de verwantschap, en had zelfs als uitkomst dat de Dsungaripteridae de zustergroep waren van de Tapejaridae. Dit zou het begrip echter laten samenvallen met de Azhdarchoidea.
De Tapejaroidea bestaan uit middelgrote tot reusachtige vormen uit het Krijt die gekenmerkt worden door een grote kam op de kop.